# Liutfrid VI de Sundgau
Liutfrid VI, hijo de Liutfrid V, conde en Alsacia. Era miembro de la línea de los Liutfriden, una rama de la familia noble de los Eticónidas.

## Origen
Existe controversia en relación con el origen de Liutfrid VI. Diversos autores, entre ellos Nicolas Viton de Saint-Allais, proponen que Liutfrid VI sería el hijo de Hunfried, el primogénito del conde Liutfrid IV, y por lo tanto sobrino y en algún momento sucesor de Liutfrid V en el condado de Sundgau. Sin embargo, Franz Vollmer, autor de una historia genealógica de los Eticónidas, propone un origen diferente para Liutfrid VI, quien sería hijo de Liutfrid V. La base para esta especulación no es conocida, pero presumiblemente está basada únicamente en la onomástica. Esta teoría es sostenida también por el historiador Christian Wilsdorf.

## Biografía
Liutfrid V tuvo varios hijos, sus bienes fueron repartidos entre ellos. Si bien eso era una práctica frecuente en la época, fueron más lejos y se repartieron un mismo bien en varias partes; fue el caso de los derechos hereditarios de los Liutfriden a la posesión del título de abades laicos del monasterio de Münster-Granfelden. Se ignora si los herederos respetaron la mensa conventual garantizada a los monjes por los diplomas de Lotario I y Carlos III, pero en cualquier caso este método de partición resultó el más perjudicial al establecimiento. El hijo de Rodolfo II, el rey Conrado de Borgoña (937-993), decidió sacar provecho de este pretexto para retirarles la abadía. Declaró que los hijos de Liutfrid no podían dividir un feudo. Se defendieron declarando que su familia había recibido Münster-Granfelden de manos de un soberano, en carácter de propiedad y no como feudo.
Los acusados hicieron valer un privilegio. Se trata en realidad de un diploma falso, fechado el 25 de agosto de 849, redactado en favor de los Liutfriden: supone que el emperador Lotario tomó la abadía de Münster-Granfelden bajo su protección (para esta parte del documento el falsificador utilizó un diploma auténtico de Lotario), él califica al conde Liutfrid de entonces (Liutfrid III) de dominusque monasterii, especifica que ningún rey podrá intervenir el monasterio y garantiza a Liutfrid y a sus sucesores la posesión del mismo. El privilegio invocado por el hijo de Liutfrid V durante el juicio habría sido fabricado para esta ocasión. Sería una certeza incluso no era de la edad del pseudo original que según Mühlbacher, eminente especialista, data del siglo XII; si su afirmación es exacta, se podría pensar que por una razón cualquiera el documento habría sido rehecho en el siglo XII, pero que el falso se remontaba a la época del pleito. En el siglo XII, en efecto, los Liutfriden estaban extintos desde hacía mucho tiempo y el cargo de abad laico había desaparecido.
En cualquier caso, la familia de Liutfrid no obedece a Conrado. Ahora bien, el rey de Borgoña no era bastante fuerte como para atacar a una poderosa familia: sabiendo seguramente que en casa de su vecino y protector Otón I, defensor resuelto de la autoridad real, toda abadía que no pertenecía a un obispo era considerada real, fue a encontrarlo y le pidió su ayuda. El caso fue sometido a una Dieta germánica; se formuló en términos jurídicos: Conrado preguntó si un monasterio dotado con privilegios podía ser cedido en plena propiedad por un rey. La asamblea respondió que no y le requirió convocar en su palacio al hijo de Liutfrid y retirarle la abadía por juicio de su fieles. Seguida de esta primera sentencia emanada de la Dieta germánica, Conrado obtuvo efectivamente de una asamblea del reino de Borgoña un juicio condenando al hijo de Liutfrid a devolver a la vez la abadía y el privilegio que tenía. El condenado se sometió, Conrado reconstituyó el patrimonio de Münster-Granfelden, y lo devolvió a los monjes por medio de un diploma que data del 9 de marzo de 968. La Dieta germánica que estableció el principio jurídico sería la de Verona (octubre de 967).
No se conoce el nombre del Eticónida condenado por el tribunal del rey de Borgoña. El señor desposeído de la abadía de Münster-Granfelden probablemente no es el mismo conde Liutfrid de 902 y 926; más bien debería ser su hijo, Liutfrid VI. La familia de los Liutfriden sufrió por este juicio una pesada pérdida ya que el patrimonio del monasterio incluía, además de algunas propiedades en Alsacia, un extenso territorio en torno a la abadía, escasamente poblado por cierto, ya que se trata de un país de montañas, pero que contaba con no menos de veinte pueblos. Al intervenir de este modo en un asunto exterior a su reino, Otón I sabía lo que hacía: reducía a la aristocracia de Alsacia para asentar firmemente su autoridad. Algunos años antes, había combatido a otra gran familia alsaciana, la de los Eberhardiner que se llamará más tarde de Egisheim. Había hecho condenar por alta traición, en 952, al más poderoso de ellos, el conde Guntram, y había confiscado sus bienes. En 959 por fin, retiraba a los Eberhardiner la posesión de la abadía de Lüders cuya situación recuerda la de Münster-Granfelden; ambos establecimientos comprendidos en el Reino de Borgoña. Solo les dejaba el Vogtei que incluso debían compartir con el duque Rodolfo, hermano de Conrado, rey de Borgoña.
Siempre bajo el reinado de Otón I (936-973), un conde Liutfrid «de una noble familia de Borgoña» habría donado a la abadía de Ebersmünster un alodio que comprendía el pueblo de Artolsheim con los diezmos y la capilla de Birnenheim con los diezmos; la crónica de Ebersmünster redactada en el siglo XII, de donde se extrae este dato, es poco digna de confianza, pero la indicación exacta que la familia es borgoñona pone de manifiesto que el cronista simplemente no inventó esta donación.
De 973 a 986, se menciona un Liutfrid como conde en Alsacia.
Parece que estaba en posesión del condado de Sundgau o Alta Alsacia; el hecho no puede demostrarse con perfecta certeza ya que los redactores de los diplomas imperiales que nos proporcionan los datos, confundían fácilmente la Alta Alsacia y la Baja Alsacia. Aquí las menciones: en 973, Colmar y Hüttenheim son situadas en el mismo diploma en primer lugar en el condado de Hugo y a continuación en el de Liutfrid; en realidad Colmar que siempre ha formado parte de la Alta Alsacia, debía estar en el condado de Liutfrid y Hüttenheim en el de Hugo; se sabe por otra parte, gracias a un diploma. de 968, que Hugo tenía la Baja Alsacia. Un diploma de 986 sitúa Colmar en el condado de Liutfrid y Hüttenheim en el de un Eberhard. Pero aparece una nueva dificultad: en 974, Ebersheim es situada en el condado de Liutfrid mientras que este pueblo formaba parte de la Baja Alsacia. Finalmente según un acta falsa que lleva la fecha de 977 pero fabricada en el siglo XII, quizá con la ayuda de un documento auténtico, los pueblos de Tagolsheim y Heidweiler que están en la Alta Alsacia, fueron comprendidos en el condado de Liutfrid.

## Descendencia
No se conocen detalles de la familia de Liutfrid, pero probablemente deja un hijo:
1. Liutfrid VII; 986 conde de Sundgau